# Velich István
Velich István (Kocsóc, 1870. július 30. – Pápa, 1960. augusztus 9.) kertész, gyümölcstermesztő.

## Életrajza
1886–1888 között a budapesti Vincellérképezdében végezte tanulmányait. A budapesti egyetemi füvészkertben kezdett dolgozni, majd 1895-ben Németországba ment tanulmányútra.
1898-ban a budaörsi állami törzsgyümölcsös telepítési munkáit vezette, majd 1898-ban a Kertészeti Tanintézetnél kertész, rövidesen főkertész lett. 1907 – 1923 között a Debreceni Gazdasági Akadémia kertészeti tanszékének vezetője volt. Hazánkban elsőnek ő telepített itt Debrecenben üzemi méretben törpe almát és körtét. 1923-ban a Nyírségi Mezőgazdasági és Ipari Részvénytársaság birtokainak vezetésével bízták meg. 1925-ben megkezdte a Duna-Tisza közi Mezőgazdasági Kamara mintagyümölcsösének telepítését, 1929-ben Kertmunkás Iskolát hozott létre. 1942-ben vonult nyugalomba.

## Munkássága
A hazai nagyüzemi gyümölcstermesztés fejlesztésében vannak érdemei.

## Főbb művei
- Zöldségmagtormesztési útmutatás (Budapest, 1918)